# 2001年航空

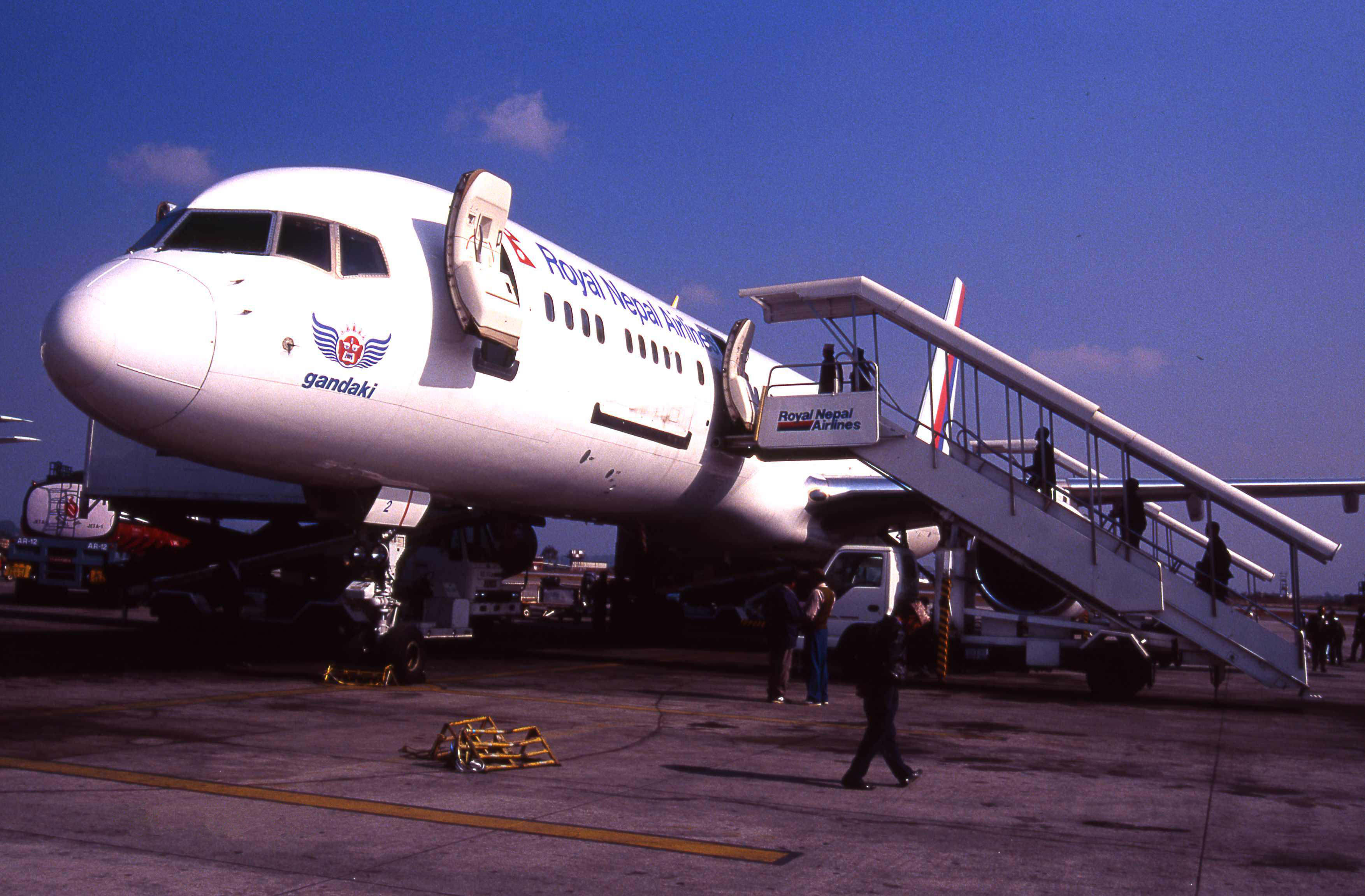
尼泊尔皇家航空公司

此條目列出2001年發生有關航空運輸的事件。

## 事件

### 1月
- 1月8日：伊斯坦堡薩比哈·格克琴國際機場啟用。

### 3月
- 3月25日：雲南省臨滄市臨滄博尚機場啟用。
- 3月28日：阿提卡大區雅典雅典埃萊夫塞里奧斯·韋尼澤洛斯國際機場啟用。
- 3月29日：仁川廣域市仁川國際機場啟用。

### 4月
- 4月28日：四川省綿陽市綿陽南郊機場啟用。

### 7月
- 7月21日：貴州省銅仁市銅仁鳳凰機場啟用。

### 9月
- 9月11日：發生九一一襲擊事件。